# Lithuanian International 2019
Die Lithuanian International 2019 im Badminton fanden vom 6. bis zum 9. Juni 2019 in Panevėžys statt.

## Die Sieger und Platzierten
| Disziplin    | Gold                             | Silber                            | Bronze                                          |
| ------------ | -------------------------------- | --------------------------------- | ----------------------------------------------- |
| Herreneinzel | Georgii Karpov                   | Jeppe Bruun                       | Ondřej Král                                     |
| Herreneinzel | Georgii Karpov                   | Jeppe Bruun                       | Aram Mahmoud                                    |
| Dameneinzel  | Léonice Huet                     | Holly Newall                      | Tanvi Lad                                       |
| Dameneinzel  | Léonice Huet                     | Holly Newall                      | Jenjira Stadelmann                              |
| Herrendoppel | Robert Cybulski Paweł Pietryja   | Emil Lauritzen Mads Muurholm      | Joachim Anneberg Rasmus Espersen                |
| Herrendoppel | Robert Cybulski Paweł Pietryja   | Emil Lauritzen Mads Muurholm      | Davíð Bjarni Björnsson Kristófer Darri Finnsson |
| Damendoppel  | Debora Jille Alyssa Tirtosentono | Christine Busch Amalie Schulz     | Viktoriia Kozyreva Mariia Sukhova               |
| Damendoppel  | Debora Jille Alyssa Tirtosentono | Christine Busch Amalie Schulz     | Liana Lencevica Jekaterina Romanova             |
| Mixed        | Ties van der Lecq Debora Jille   | Georgii Karpov Viktoriia Kozyreva | Paweł Śmiłowski Wiktoria Adamek                 |
| Mixed        | Ties van der Lecq Debora Jille   | Georgii Karpov Viktoriia Kozyreva | Wessel van der Aar Alyssa Tirtosentono          |